# Contenzioso di Kano

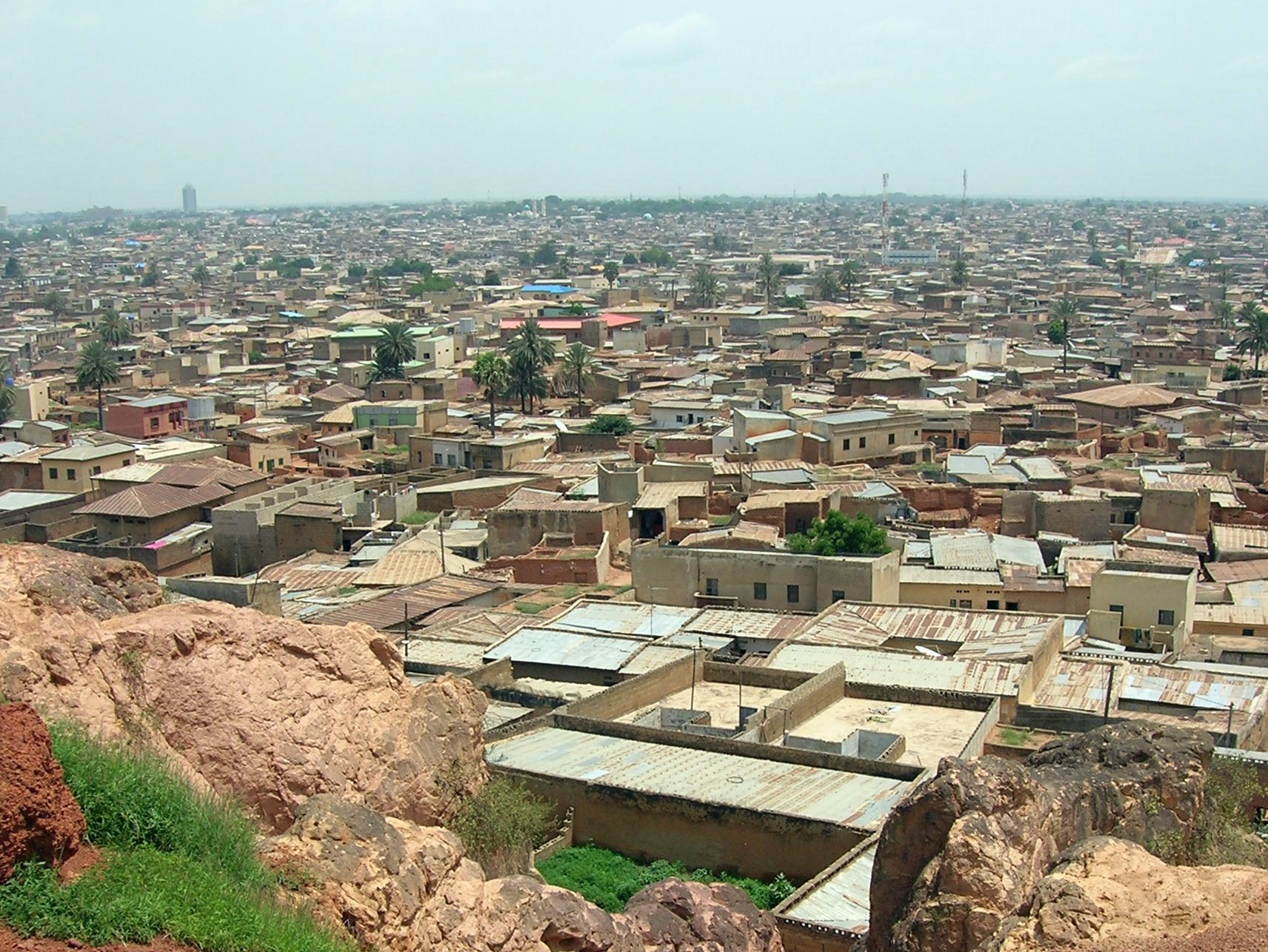
Panorama della città di Kano, situata nella Nigeria settentrionale

Il logo della multinazionale farmaceutica Pfizer

Con l'espressione contenzioso di Kano si fa riferimento ad un insieme di casi giudiziari che vedono coinvolta la multinazionale farmaceutica Pfizer in seguito ad alcuni eventi accaduti nel 1996, quando – nel corso di una grave epidemia nella città di Kano, in Nigeria – diversi bambini furono oggetto di una sperimentazione umana non autorizzata.
Tale sperimentazione non era stata preventivamente concordata né con le competenti autorità nigeriane, né con i genitori. Gli interventi riguardarono bambini malati di meningite da meningococco, cui fu somministrata trovafloxacina – un antibiotico sperimentale – invece della ben più documentata terapia a base di ceftriaxone. Secondo le accuse mosse alla Pfizer, i decessi e le lesioni gravi registratisi in seguito alla sperimentazione sarebbero imputabili al protocollo usato; a sua difesa, la multinazionale sostiene che il proprio farmaco è risultato efficace almeno quanto la migliore terapia disponibile all'epoca dei fatti.
L'intera vicenda venne alla ribalta dell'opinione pubblica dopo un'inchiesta del Washington Post del dicembre 2000, suscitando un notevole clamore a livello internazionale. Ad oggi il caso è oggetto di due controversie legali, una negli Stati Uniti ed una in Nigeria. Agli episodi di Kano è ispirata la trama del romanzo Il giardiniere tenace di John le Carré, dal quale è stato tratto anche un adattamento cinematografico.

## Il contesto

### L'epidemia di meningite

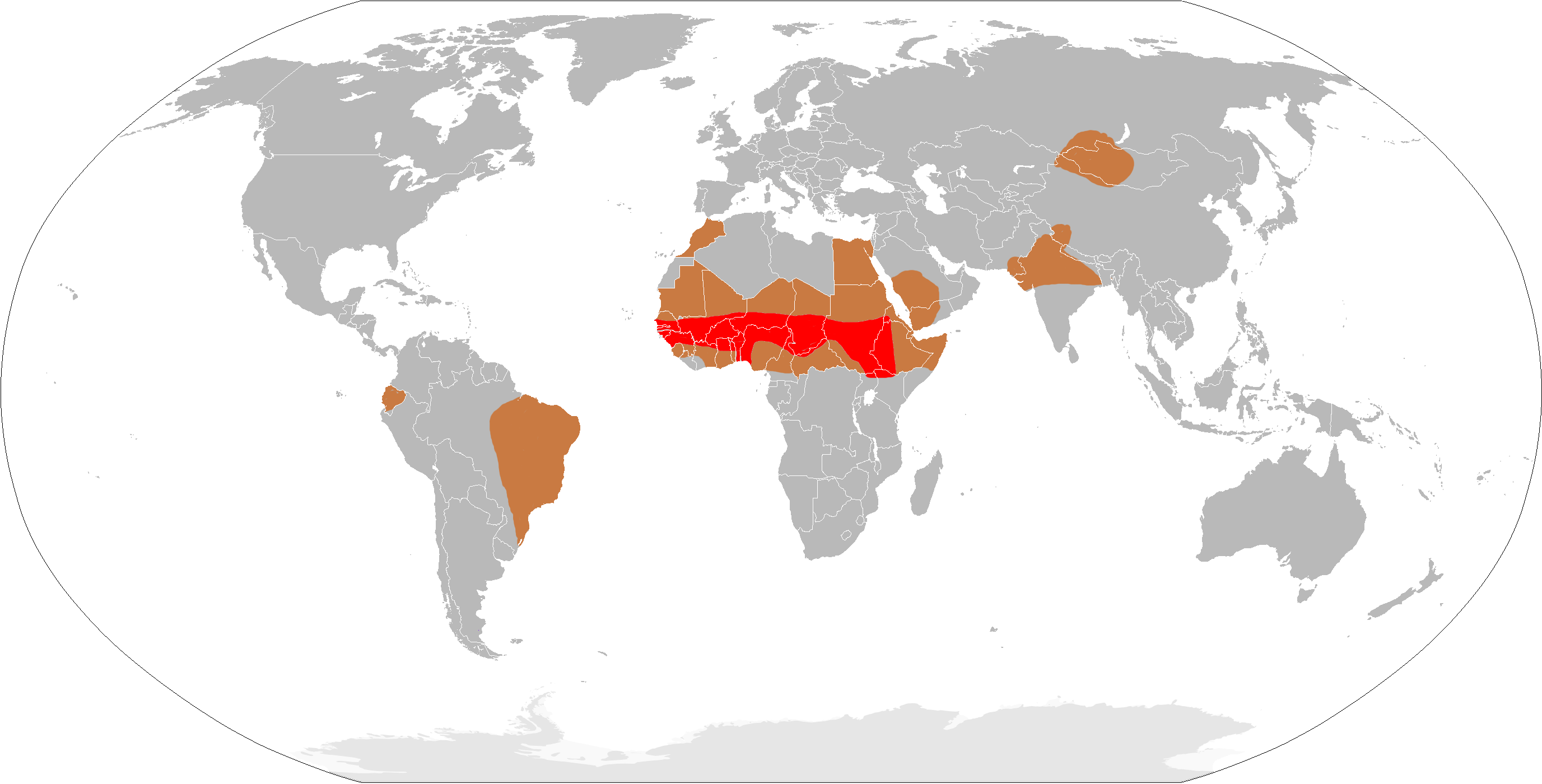
Diffusione della meningite

Tra il gennaio e il giugno del 1996 una epidemia particolarmente grave di meningite meningococcica di tipo cerebrospinale (CSM) ebbe luogo nel distretto di Kano, situato nel nordest della Nigeria
La meningite meningococcica è provocata dal batterio Neisseria meningitidis ed è caratterizzata – dopo un periodo di incubazione variabile tra 1 e 10 giorni – da esordio improvviso, febbre, cefalea intensa, rigidità nucale, nausea, vomito e frequentemente esantema. Nei paesi in cui è endemica – com'è il caso della Nigeria e, più in generale, dell'Africa subsahariana – il 5-10% della popolazione può essere portatore asintomatico del batterio a livello delle prime vie respiratorie, facilitando perciò periodiche ricorrenze epidemiche della malattia.

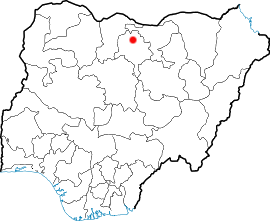
La collocazione di Kano evidenziata sulla mappa della Nigeria

In linea di principio, la strategia migliore contro la meningite consiste in un'adeguata campagna di vaccinazione; quando – per mancanza di opportune campagne di prevenzione con vaccini – si sviluppa la malattia, l'approccio terapeutico deve necessariamente prevedere una terapia antibiotica affiancata da adeguate misure di sostegno alle funzioni vitali del malato. La terapia parenterale con una cefalosporina di terza generazione rappresenta la terapia elettiva, quando non vi sono fenomeni di allergia o resistenze alla penicillina; in tal caso si deve ricorrere alla vancomicina.
Grazie alla terapia antibiotica, nella maggior parte dei casi si ottiene di solito una rapida guarigione senza postumi, con un tasso di mortalità complessivo che oscilla tra il 5 e il 10%.
Nel corso della grave epidemia che interessò il distretto di Kano nel 1996, si registrarono 109.580 casi con 11.717 morti, per un tasso di letalità pari al 10,7%. Fu la più grave epidemia di meningite verificatisi in Africa nel XX secolo, tanto che per porla sotto controllo furono necessari oltre tre mesi di sforzi congiunti da parte di una task force internazionale istituita dal Ministero federale della sanità, l'OMS, l'UNICEF, l'UNDP, Medici Senza Frontiere, la Croce Rossa Internazionale e numerose altre organizzazioni non governative.
Lo studio che coinvolse 1.577 pazienti ricoverati nel reparto di infettivologia dell'ospedale di Kano, mostrò che l'84% delle persone infette erano di età non superiore a 20 anni e che, per la prima volta, furono colpiti i bambini di età minore o uguale a 2 mesi. Nonostante l'intervento, il tasso di letalità tra questo gruppo di pazienti fu pari al 9,1%, di poco inferiore a quello nazionale del 10,7%.

### Il ruolo di Pfizer durante l'epidemia

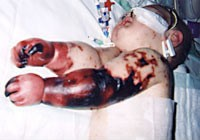
Un grave caso di meningite meningococcica in una bambina bianca con petecchie e esiti di gangrena

Anche la Pfizer intervenne e donò medicinali, attrezzature e materiali vari per un importo superiore a 18 milioni di naira adatti per trattare le concomitanti epidemie di colera e morbillo. Propose inoltre alle autorità nigeriane la sperimentazione di un nuovo farmaco, la trovafloxacina, del quale era detentrice del brevetto, ma che non aveva ancora trovato conferma rispetto alle terapie già note e validate.
A tal fine, ricercatori della casa farmaceutica si recarono a Kano e realizzarono uno studio in aperto su 200 bambini. Nello studio la trovafloxacina (antibiotico di tipo chinolonico) veniva confrontata con il ceftriaxone (antibiotico di tipo cefalosporinico) considerato il gold standard della terapia della meningite meningococcica.
Il protocollo prevedeva una randomizzazione in aperto con due bracci, rispettivamente trovafloxacina e ceftriaxone.
Il ceftriaxone venne somministrato alla dose iniziale di 100 mg/kg, mentre le dosi successive vennero ridotte a 33 mg/kg. A proposito della posologia giornaliera nei bambini affetti da meningite, il Riassunto delle Caratteristiche del Prodotto che accompagna il farmaco negli Stati Uniti riporta quanto segue:

### Lostato dell'artesulla trovafloxacina ante 1996

Logo della banca dati del National Institutes of Health, facente parte dello United States Department of Health and Human Services

Dei 29 studi condotti sulla molecola fino al 1996, solo 4 erano su soggetti umani, mentre i restanti 25 lavori erano riferiti a studi in vitro di tipo microbiologico nei quali erano stati usati ceppi batterici di origine umana.
Verosimilmente, furono in totale meno di 100 i pazienti che ricevettero il trattamento con trovafloxacina nelle ricerche pubblicate fino a tutto il 1996. Di questi soggetti, 31 furono adulti affetti da gonorrea; gli altri, adulti e volontari sani. Nessuna delle ricerche indicate è riferita a soggetti con meno di 18 anni di età. Inoltre, prima di allora nessun caso di meningite umana in adulti o bambini era stato studiato con il farmaco e i dati sulla sua efficacia si riferivano solamente a prove in vitro su ceppi di batteri causa di meningite.
Inoltre, al 1996 gli studi di comparazione tra la trovafloxacina ed il ceftriaxone erano solo 5, tutti in vitro. Di essi, solo lo studio di París et al. del 1995, si riferisce ad un confronto su animali (conigli). Il lavoro si concludeva con la seguente raccomandazione:
( M.M. París et al., Evaluation of CP-99,219, a new fluoroquinolone, for treatment of experimental penicillin- and cephalosporin-resistant pneumococcal meningitis, in Antimicrobial Agents and Chemotherapy, vol. 39, n. 6, giugno 1995,  pp. 1243-6, PMID 7574509.)
Di contro, la Pfizer nelle sue memorie difensive del 2007 afferma che il Trovan era in fase avanzata di sviluppo ed era stato testato clinicamente in oltre 5.000 pazienti negli Stati Uniti, in Europa e altrove, sia in forma orale che per via endovenosa. Negli studi in vitro era stata rilevata una buona efficacia sul meningococco e una buona concentrazione nel liquido cefalorachidiano. Il farmaco inoltre era stato somministrato anche a bambini in due studi di farmacocinetica (dosaggio) che ne avevano mostrato l'adeguatezza. La Pfizer lo riteneva dunque adatto per il trattamento della meningite e la sperimentazione di Kano sarebbe stata proposta solo come ulteriore conferma della bontà del farmaco in vista di una sua successiva commercializzazione.

### Lostato dell'artesulla trovafloxacina al 2010
Sono tre le metanalisi successive ai fatti che hanno portato alla vicenda giudiziaria che ha visto coinvolta la Pfizer e il suo antibiotico.
La prima metanalisi è di Williams e Hopkins dello Pfizer Central Research a Groton nel Connecticut che hanno condotto uno studio clinico nel 1998 su 1.257 soggetti con somministrazione parenterale e solo in 444 pazienti per via orale dopo aver proceduto tramite iniezioni; questi pazienti hanno subito una profilassi antibiotica pre-operatoria con una dose singola dell'antibiotico.
Gli autori riportano che l'incidenza di eventi avversi seri dovuti al farmaco è stata inferiore all'1% dei pazienti trattati, similmente al gruppo trattato con il farmaco di controllo.
Nelle due metanalisi successive la trovafloxacina è stata usata come farmaco comparatore di altri antibiotici.
All'agosto 2010 non esiste alcuna linea guida che menzioni la trovafloxacina per il trattamento della meningite. La letteratura sulla molecola si compone di 725 pubblicazioni scientifiche, delle quali 46 che comparano la trovafloxacina ed il ceftriaxone.

## Le ricostruzioni degli eventi
Le ricostruzioni degli eventi proposte dai pubblici ministeri e dalla difesa nei processi intentati dalle famiglie delle vittime contro la Pfizer si discostano per alcuni dettagli fondamentali. In particolare, per l'interesse mostrato dalla compagnia nella cura degli infetti e per le autorizzazioni a procedere ricevute dal Governo nigeriano. Analizziamo nel seguito alcuni dettagli.

### Conseguenze cliniche della sperimentazione sui pazienti

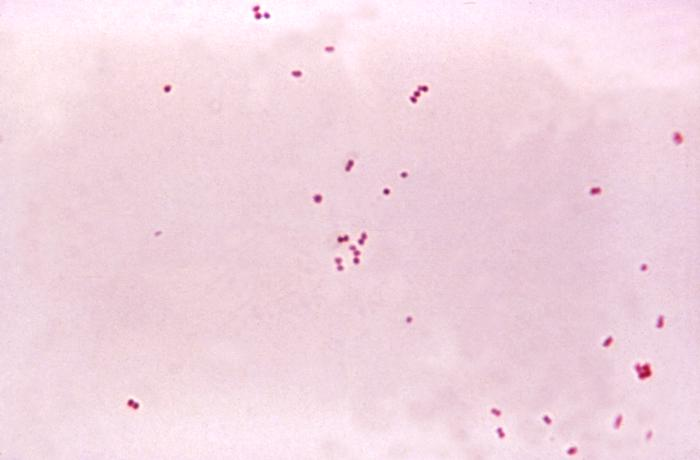
Neisseriae Meningitidis – l'agente responsabile della meningite meningococcica – alla colorazione di Gram

Ceftriaxone, il gold standard nella terapia della meningite meningococcica

Trovafloxacina, l'antibiotico testato nella meningite meningococcica

Durante la sperimentazione oggetto del caso 5 bambini sono morti e altri hanno avuto danni permanenti. L'accusa imputa tali decessi e gravi danni alla negligenza con la quale la casa farmaceutica avrebbe provveduto alle cure dei bambini. In particolare, il protocollo di sperimentazione previde - nel gruppo di controllo - il dosaggio minimo sufficiente di ceftriaxone, pari a 33 mg/kg di peso corporeo, a fronte di quello standard di 100 mg/kg di peso corporeo. I familiari non vennero tuttavia avvertiti che presso l'ospedale di Médecins Sans Frontières (Medici Senza Frontiere) i bambini avrebbero ricevuto gratuitamente il trattamento standard.
Secondo quanto riportato dal Washington Post, ai pazienti non responder - coloro sui quali il farmaco non sembrava avere effetto - il farmaco sperimentale non venne sospeso e sostituito dalla cura tradizionale, contrariamente alle regole etiche valide nelle sperimentazioni. Ciò sarebbe confermato in almeno un caso (Soggetto n. 6587-0069).
A queste accuse, la Pfizer replica che i decessi avuti sono da attribuire alla gravità della malattia e non ad una inefficacia specifica del farmaco e che anzi, essa ha agito al meglio delle conoscenze scientifiche disponibili e nel migliore interesse dei bambini coinvolti nello studio, senza mai mettere a rischio la salute dei pazienti. Inoltre, i risultati della sperimentazione avrebbero chiaramente dimostrato il successo del Trovan, con un tasso di sopravvivenza del 94,4% rispetto a quello globale dell'epidemia, inferiore al 90%.

### Il comitato etico e il consenso informato
Come già osservato, l'accusa ritiene che sia mancata una corretta informazione da parte della Pfizer nei confronti dei parenti e tutori dei bambini. In particolare sembrerebbe che essi non furono informati dei possibili effetti collaterali dei farmaci di tipo chinolonico, cui appartiene la trovafloxacina.
A ciò viceversa, la Pfizer risponde che i dettagli del processo sperimentale furono pienamente spiegati ai genitori e/o tutori dei bambini inclusi nello studio dagli infermieri del A Kano, AOS Infectious Disease Hospital (IDH). La partecipazione alla sperimentazione fu su base volontaria e fu ottenuto il consenso orale prima che ogni paziente fosse ammesso allo studio. Infine, in nessun momento i genitori o tutori furono separati dai bambini.
D'altra parte, l'indagine del Washington Post solleva dei dubbi sulle autorizzazioni a procedere che sarebbero state prodotte dalle autorità nigeriane. In particolare, la lettera di approvazione del comitato etico potrebbe essere stata scritta anche dopo un anno dall'inizio della stessa sperimentazione. Inoltre, il direttore sanitario del Aminu Kano Teaching Hospital riferì al Washington Post che la lettera di approvazione della ricerca da parte della struttura sanitaria era falsa; il medico che curò la ricerca, invece, dichiarò di ritenere "possibile" che questa lettera fosse stata scritta anche un anno dopo.
Viceversa, la Pfizer dichiara che prima della sperimentazione, aveva ottenuto diverse autorizzazioni da parte delle autorità governative nigeriane, tra queste in particolare quelle della National Agency for Food and Drug Administration and Control (NAFDAC), del Ministero della Salute nigeriano, del Ministero delle Finanze e del Ministero della Salute dello Stato di Kano. Funzionari Pfizer inoltre avrebbero incontrato funzionari del Ministero della Salute dello Stato di Kano per discutere della sperimentazione e del protocollo.
Infine, in Nigeria non sarebbe esistita all'epoca dei fatti una legge o un regolamento che avesse imposto l'esistenza di un comitato etico. Nonostante ciò, Pfizer aveva ottenuto l'autorizzazione formale dal comitato etico dell'Ospedale IDH di Kano.
Il Dr. Isa Dutse fu il medico nigeriano incaricato come Principal Investigator di seguire la sperimentazione con due visite al giorno, assistito da medici del posto.

### I dati scientifici noti della sperimentazione
L'accusa inoltre nota che i risultati della sperimentazione sono stati resi pubblici - in ambito scientifico - solamente in occasione della Conference on Antimicrobial Agents and Chemotherapy a New Orleans nel 1996.
Circa questo aspetto la Pfizer replica sostenendo che copie dei documenti dai quali risultino: sesso, età, diagnosi, data di ammissione e di dimissione o di morte, così come altri dati clinici dei soggetti sottoposti alla sperimentazione sono conservati all'Ospedale di Kano, AOS Infectious Disease Hospital (IDH).

## Nascita del "caso" nell'opinione pubblica
Con la pubblicazione del Washington Post del 2000 si è puntualizzato che almeno un bambino è morto per l'uso dell'antibiotico testato e che nessuno dei genitori è stato messo in condizione di capire realmente la pericolosità dell'uso dell'antibiotico, cosa per altro ben spiegata in altri studi fatti in America.
Nel 2001 in Nigeria il giornale Vanguard pubblica un articolo a firma di Mideno Bayagbon dal titolo: The Guinea Pigs Of Kano ("Le cavie di Kano"); in questo articolo vengono stigmatizzati i seguenti fatti:

## Le vicende legali del caso
Le vicende legali che nel tempo si sono svolte hanno seguito due filoni giudiziari:
1. filone statunitense;
2. filone nigeriano.

### Filone statunitense
Negli anni che vanno dal 2002 al 2005 i genitori delle vittime di Kano in Nigeria hanno mosso una serie di azioni giudiziarie contro la Pfizer.
In particolare nel 2003 i genitori di 52 delle vittime hanno chiesto alla corte distrettuale dello Stato del Connecticut negli USA, un risarcimento per aver subito inconsapevolmente una sperimentazione umana senza alcun consenso e in modo occulto e fraudolento. Il risarcimento chiesto alla Pfizer era di 5 milioni di dollari per ogni bambino vittima della sperimentazione più 25 milioni di dollari come sanzione aggiuntiva.
Questi parenti attori, in una serie di ben 4 cause legali negli Stati Uniti contro la Pfizer, sono stati soccombenti per mancanza di una decisione sul merito dell'accusa mossa.
I media, e non solo loro, per questo motivo hanno sostenuto che sarebbe stato impossibile ottenere negli USA soddisfazione per i parenti delle vittime.
Le quattro cause sono state:
1. Abdullahi vs Pfizer, Inc. I;
2. Abdullahi vs Pfizer, Inc. II;
3. Abdullahi vs Pfizer, Inc. III;
4. Ajudu Ismaila Adamu v. Pfizer, Inc.

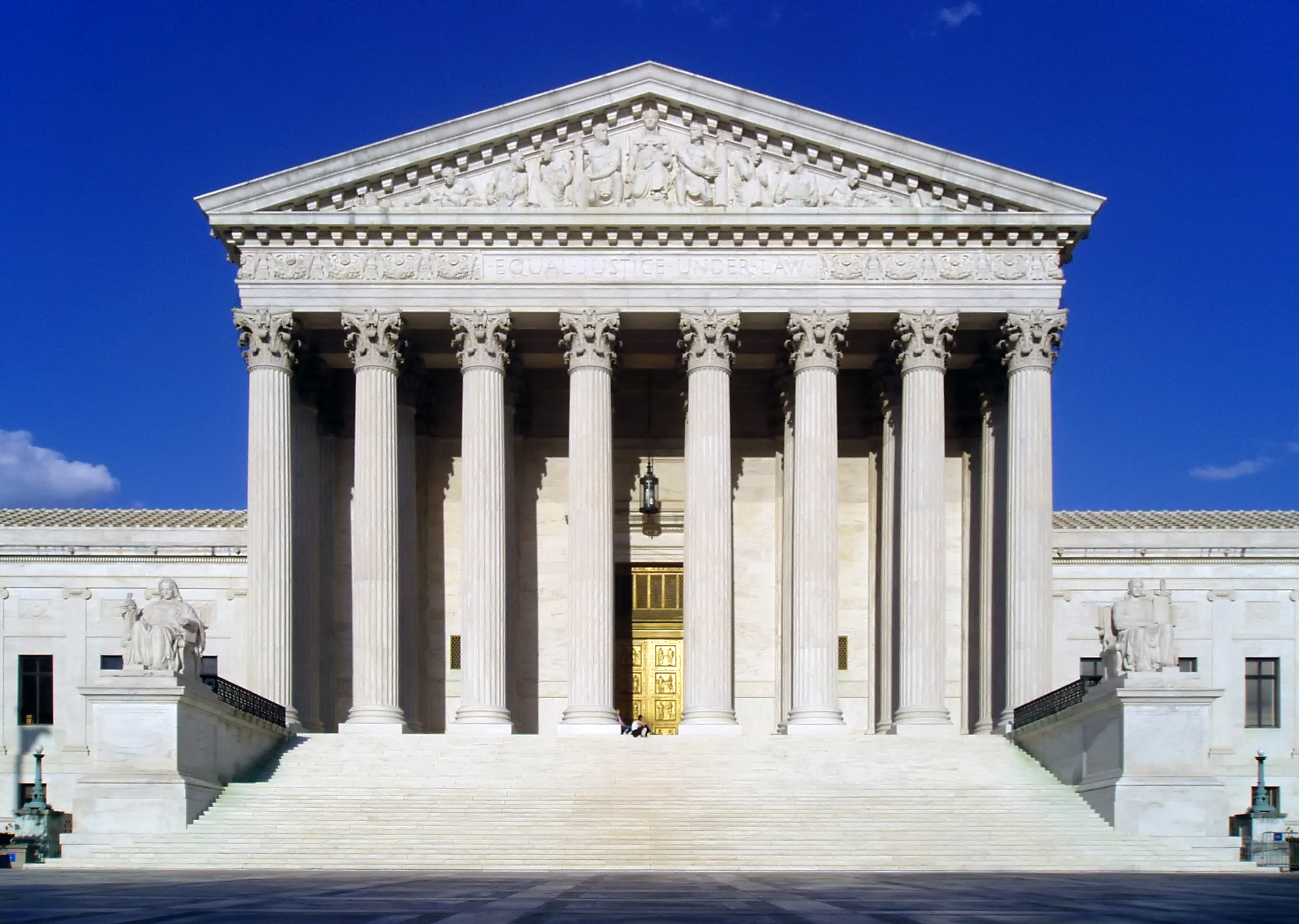
La sede della Corte suprema degli Stati Uniti

Tuttavia, nel gennaio 2009, la Corte d'appello degli Stati Uniti (United States Court of Appeals for the Second Circuit) ha dichiarato che le vittime nigeriane e le loro famiglie avevano il diritto di intentare una causa contro la Pfizer negli Stati Uniti grazie all'Alien Tort statute o Alien Tort Claims Act (ATCA).
Secondo questo statuto è consentito ai cittadini stranieri di sottoporre casi, a giudizio dei giudici statunitensi, per atti, commessi al di fuori degli Stati Uniti, contro i diritti umani da parte di istituzioni o cittadini statunitensi.
Questo risultato è raggiunto grazie all'azione di membri del Congresso degli Stati Uniti che presentando un rapporto, nel 2006, alla House International Relations Committee descrivono come: "assolutamente terrificante" il comportamento della multinazionale chiedendone per questo l'apertura dei propri archivi segreti.
La Corte suprema degli Stati Uniti il 29 giugno 2010 rigetta un ricorso da parte di Pfizer, che ha cercato di porre fine alle cause legali da parte delle famiglie nigeriane.

### Filone nigeriano

La collocazione della Nigeria, la nazione in cui si sono svolti i fatti

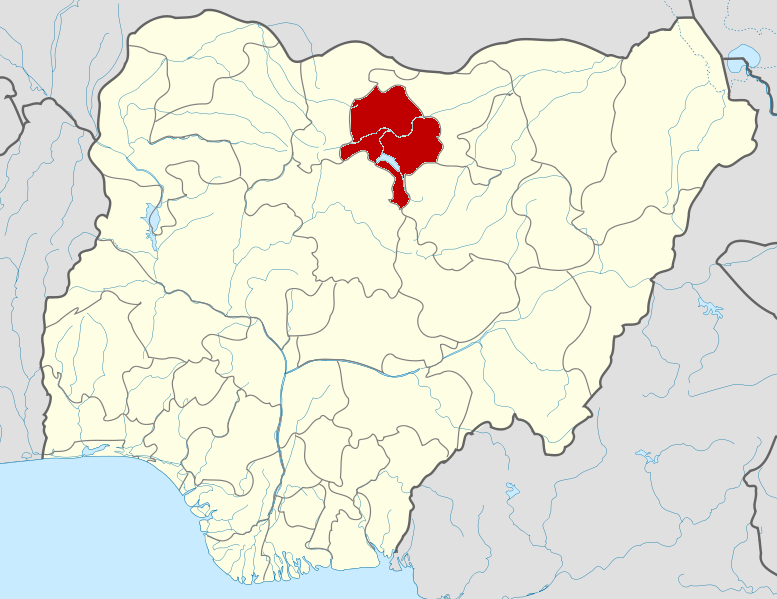
Il distretto di Kano evidenziato sulla mappa geografica della Nigeria

Il governo nigeriano nel 2001 istituisce una commissione di esperti ma i risultati dell'indagine misteriosamente rimangono segreti.
Le famiglie dei bambini, i loro avvocati e i media hanno cercato i risultati della relazione per cinque anni senza successo fino a quando la relazione è stata divulgata dal Washington Post il 7 maggio 2006; l'inchiesta è stata ottenuta grazie ad una fonte che ha chiesto di mantenere l'anonimato per paura di rappresaglie personali. Il rapporto rivela come la Pfizer ha violato il diritto nigeriano, la Dichiarazione internazionale di Helsinki e la Convenzione internazionale sui diritti dell'infanzia.
La Pfizer nella propria dichiarazione, riportata nel sopraindicato rapporto, ha detto che il farmaco era in ritardo nella fase di sviluppo ed era stato testato su 5.000 pazienti in un certo numero di paesi. I medici di Pfizer avevano solide prove scientifiche che il farmaco avrebbe fornito un trattamento sicuro ed efficace contro l'epidemia mortale, dice la nota del rapporto.
Nel 2008 il giudice nigeriano: Shehu Atiku ha ordinato gli arresti di tre funzionari Pfizer (Ngozi Edozien, Lare Baale e Segun Donguro), per non aver risposto (mancata comparizione) in tribunale alle accuse penali contro la Pfizer per la vicenda di Kano del 1996. Sono in totale 10 le persone di Pfizer accusate dalle autorità giudiziarie nigeriane in 31 distinte azioni legali.
Nel febbraio 2009, la Pfizer ha deciso di risolvere la sua causa legale con i 200 querelanti con una transazione extra giudiziaria. A tal fine è stata indetta una riunione tra le parti da svolgere nel marzo successivo a Roma. Dopo mesi di negoziati fra l'azienda farmaceutica ed il Governo dello Stato di Kano in rappresentanza dei querelanti, si raggiunse un accordo.
I colloqui avvennero con la mediazione dell'ex leader militare nigeriano Yakubu Gowon e l'ex presidente statunitense Jimmy Carter.
Il 30 luglio 2009 la Pfizer raggiunge con il Governo Federale della Regione di Nigeriana di Kano un accordo risarcitorio per l'importo di 75 milioni di dollari.
Nel mese di ottobre 2009, però, era stato annunciato che le cartelle cliniche delle vittime erano state perse. Infatti, queste non si trovavano né al Ministero della Sanità Nigeriano né al Infectious Diseases Hospital dove è avvenuta la sperimentazione.
L'annuncio dello smarrimento della cartelle cliniche è stato dato dopo che l'Avvocato Generale dello stato della commissione di giustizia Barrister Aliyu Umar ha confermato che il governo dello stato ha ricevuto 10 milioni di dollari da Pfizer come parte della soluzione del lungo contenzioso.

#### Chiusura del contenzioso
Nel mese di novembre 2010 si è svolta una cerimonia di posa della prima pietra per la costruzione di un nuovo ospedale della città di Kano. La nuova struttura nasce come conseguenza dell'accordo avuto tra il governo dello stato nigeriano e la multinazionale Pfizer, accordo secondo il quale il governo nigeriano ha ritirato le accuse penali e civili contro l'azienda per la morte dei bambini durante l'epidemia del 1996.
L'accordo è stato mediato dall'allora procuratore generale della Federazione e ministro della Giustizia, Michael Aondoakaa; resta il fatto, però, che nessun funzionario del governo nigeriano sembra conoscere i dettagli di questo accordo. Mr. Aondoakaa che è stato l'attore principale di questa operazione nega di conoscere la cifra erogata da Pfizer, sostenendo che i membri del governo federale sono a conoscenza di questo aspetto. Tuttavia, sia i consiglieri che i funzionari del gigante farmaceutico si sono rifiutati di comunicare i termini della transazione dicendo che l'insediamento è stato "oggetto di una clausola di riservatezza standard e quindi non possono essere divulgati".
I termini dell'accordo raggiunto tra il governo federale e la multinazionale rimangono sconosciuti a causa della natura dell'accordo mediato dall'ex procuratore generale della Federazione e il ministro della Giustizia, Aondoakaa Mike.
Nel novembre 2013, il governatore dello Stato di Kano, Ibrahim Shekarau, ha inaugurato i lavori di costruzione di un ospedale grazie al contributo di svariati milioni di dollari donati da Pfizer, nell'ambito di un accordo tra il governo dello stato e la multinazionale. Ma nulla è divulgato dell'accordo fatto con il governo federale.
La chiusura del caso, così come i termini della transazione, sono un segreto molto protetto dalle parti coinvolte nella trattativa; anche grazie alla clausola di riservatezza.
Le due parti si sono rifiutate di rivelare i dettagli dell'accordo sottoscritto nonostante le ripetute sollecitazioni, anche in considerazione del fatto che sia i cittadini nigeriani, che i cittadini di tutto il mondo, hanno il diritto di conoscere, di questa risoluzione del contenzioso, ogni dettaglio.
Restano comunque ancora pendenti le due cause presso la corte di Giustizia di New York negli Stati Uniti.
In data 5 febbraio 2011 la Pfizer e le autorità nigeriane annunciano l'inizio dei lavori per la costruzione di un Ospedale del valore di 30 milioni di $, nella regione di Kano.

#### Wikileaks: Dispaccio dell'ambasciata statunitense di Abuja il 10 XII 2010

Logo di WikiLeaks

In data 10 dicembre 2010, secondo quanto diffuso dal sito Wikileaks, la Pfizer avrebbe tentato di ricattare le autorità nigeriane, infatti secondo quanto pubblicato da un dispaccio dell'ambasciata statunitense di Abuja (classificato come confidenziale). Il dispaccio è stato diffuso nei media per primo dal giornale inglese The Guardian. Nel documento riservato si rivela come la multinazionale abbia assoldato un investigatore privato per trovare prove di un'eventuale corruzione del procuratore generale della Nigeria; Michael Aondoakaa ciò per indurlo ad archiviare il caso in oggetto. Inoltre, il documento cita che, sulla stampa locale, sono apparsi articoli di episodi di corruzione che avrebbero coinvolto il procuratore tra il febbraio e marzo del 2009.

#### Le accuse a MSF (Medici Senza Frontiere)
Su Wikileaks si leggono dei cablogrammi della diplomazia USA che dichiarano che Pfizer ha accusato falsamente MSF (Medici Senza Frontiere) di usare il Trovan; mentre prove documentali mostrano che MSF non ha mai usato il Trovan in Nigeria. Addirittura all'epoca Jean Hervé Bradol, già Presidente della sezione francese di MSF, il responsabile medico al quale il team di Kano riportava a quel tempo ha dichiarato: "Nell'ospedale erano nel panico, sommersi da pazienti gravemente ammalati. Il team era scioccato dal fatto che la Pfizer continuasse il suo cosiddetto lavoro scientifico nel mezzo dell'inferno.... la Pfizer ha invece deciso di condurre test per un medicinale non approvato su bambini la cui vita era appesa a un filo, mentre la gravità della situazione avrebbe richiesto l'uso di un protocollo di cura conosciuto ed efficace, invece di condurre dei test clinici con un nuovo antibiotico dai risultati incerti".

#### La lettera di Juan Walterspiel
In data 9 febbraio 2011 si apprende che un ex dipendente Pfizer: Juan Walterspiel, aveva già scritto nel 1996 una lettera ad un giudice federale; relativamente al fatto che la società aveva incaricato un corriere di trasportare tangenti, su un volo KLM, per corrompere funzionari nigeriani.
Il Dr. Juan Walterspiel, era all'epoca dei fatti un ricercatore della Pfizer del sito di Groton. Egli lavorava sui trials in corso della trovafloxacina; in particolare di questo trial egli contestò la metodologia usata. Il ricercatore si dimise da Pfizer nel 1998.
I punti forti ribaditi nella lettera sono che:
- La Pfizer ha pagato una tangente per proseguire lo studio sul Trovan.
- La Pfizer non ha ottenuto il consenso informato da parte dei genitori dei bambini trattati.
- La Pfizer ha dato documenti etici falsi a supporto della sperimentazione alla FDA.
- Le criticità della ricerca furono occultate perché vi erano stock option e premi economici in gioco per i dipendenti Pfizer.
- La Pfizer aveva ignorato la reazione potenziale della trovafloxacina con gli antiacidi, di solito comunemente usati nei soggetti dopo aver subito un intervento chirurgico.
- La FDA inizialmente si è tirata fuori dall'inchiesta nata dopo sullo scandalo.
- Un paziente nel gruppo trattato con il farmaco trovafloxacina è morto senza essere passato ad altra terapia più consolidata. Questo di solito eticamente si fa quando i pazienti non rispondono al farmaco sperimentale.
- La Pfizer ha le fotografie dei membri del suo team di ricerca di Kano.

Questa lettera, prima del 2011, non è mai stata presa in esame dai giudici federali USA che hanno esaminato il caso.

## Conseguenze

### Aspetti economici

Logo della Bloomberg, un'azienda di servizi nel settore del software finanziario.

Secondo qualificati analisti finanziali della Bloomberg il Trovan nel primo anno dal lancio sul mercato aveva contribuito all'aumento del 15% del valore azionario della società con oltre 160 milioni di dollari di utile, con una stima di un potenziale economico a regime di 1 miliardo di dollari.
Precedentemente, nel giugno 1999, la FDA aveva consigliato ai medici di limitare la prescrizione dell'antibiotico Trovan poiché si era trovata una forte e significativa associazione con casi di insufficienza epatica acuta di cui 6 mortali.
Inoltre, la stessa FDA aveva ricevuto oltre 100 segnalazioni di problemi epatici in persone che avevano assunto questo antibiotico, che in quel periodo era già stato prescritto negli Stati Uniti con una frequenza di oltre 300.000 pazienti al mese.

### Aspetti regolatori
A seguito di questa lettera della FDA, il comitato per le specialità medicinali della Commissione europea CPMP raccomanda che deve essere sospesa per un anno l'approvazione all'immissione in commercio del Trovan.
La comunità scientifica, nel valutare le conseguenze scientifiche del caso Trovan, arriva ad alcune conclusioni utili per il futuro:
- le epidemie sono un'opportunità per valutare nuove strategie di trattamento,
- ogni decisione presa in risposta dell'epidemia in corso va evitata, se non opportunamente considerata caso per caso;
- vanno sempre previsti dei formulari tipo per la raccolta delle informazioni e del consenso,
- vanno preparate per tempo i piani e i protocolli di ricerca da effettuare.

Il dilemma etico del caso Trovan è legato pesantemente al ruolo etico cruciale che devono assumere gli infermieri deputati all'arruolamento dei soggetti in corso di epidemia; pertanto, per il futuro, questi vanno adeguatamente preparati a tali compiti.
Infatti, questa vicenda ha insegnato che ruolo cardine nel processo di sperimentazione sull'uomo è la ricerca del consenso informato. Affinché il consenso sia veramente informato si deve tener ben presente quanto segue.
La somministrazione di un consenso informato determina 4 possibili opzioni che riguardano il processo decisionale conseguente, essi sono:
1. atto intuitivo,
2. atto razionale,
3. atto per ignoranza,
4. atto contestuale (sulla base delle informazioni fornite).

Molto probabilmente i partecipanti alla ricerca hanno agito con ignoranza per la scarsa comprensione delle informazioni contenute nel consenso informato verbale somministrato loro.
Inoltre, poiché talvolta le norme internazionali nelle sperimentazioni sono disattese; è un utile mezzo, per dissuadere le ricerche condotte fraudolentemente, il modello di accettabilità del ricorso dei parenti delle vittime assimilato ai crimini contro l'umanità.

### Aspetti sociali
Successivamente ai fatti di questa si è creata nella popolazione nigeriana un diffuso panico e sfiducia rispetto ad altre iniziative sanitarie di massa (vaccinazioni). Infatti la popolazione nigeriana, ha disertato massicciamente le numerose campagne di vaccinazione degli anni successivi, e tra queste campagne vaccinali anche quella condotta dalla OMS nei confronti della poliomielite. Ciò perché la popolazione ha temuto di essere utilizzata come cavia.

## Nei media: il libro e il film
I fatti di Kano hanno ispirato un famoso romanzo di John le Carré, intitolato Il giardiniere tenace (2001). Nell'opera si narrano le vicende di Justin Quayle, diplomatico britannico la cui moglie viene uccisa perché attivista politica. L'uomo – nel tentativo di scoprire la verità sull'assassinio – scopre una cospirazione internazionale fatta da una burocrazia corrotta dal denaro di una multinazionale farmaceutica.
Dal romanzo è stato successivamente tratto – nell'agosto del 2005 – un adattamento cinematografico: The Constant Gardener - La cospirazione, film diretto da Fernando Meirelles, con Ralph Fiennes e Rachel Weisz prodotto dalla Focus Features. La pellicola ha incassato più di 33 milioni di dollari negli Stati Uniti e più di 82 milioni di dollari in tutto il mondo.